# 볼프 424
볼프 424는 처녀자리에 있는 쌍성으로, 지구에서 약 14.2광년 떨어진 곳에 있다. 쌍성의 구성원 둘은 모두 적색 왜성이다. 볼프 424의 위치는 처녀자리의 두 별 처녀자리 엡실론과 처녀자리 델타 사이이다. 볼프 424 항성계는 둘이 합쳐서 12.5등급의 밝기를 보이기 때문에 매우 어두워서 맨눈으로는 볼 수 없다.
볼프 424 항성계의 공전 궤도 반지름은 4.1천문단위이며, 이심률은 0.28이다. 두 별은 질량 중심을 기준으로 16.2년에 1회 공전한다.
볼프 424 A의 질량은 태양의 14퍼센트 정도이며 반지름은 17퍼센트 정도이다. 이 별은 태양에서 15광년 이내에 있는 별들 중 매우 어두운 편에 속한다. 동반성 볼프 424 B는 질량은 태양의 13퍼센트, 반지름은 태양의 14퍼센트이다. 볼프 424 B를 다른 명칭으로 처녀자리 FL로 부르며, 이 별에는 흑점 작용이 활발하다.
볼프 424의 고유 운동 속도는 우리은하에서 발견된 천체들 중 가장 빠르며 구체적인 수치는 초당 555킬로미터에 이른다.

## 같이 보기
- 가까운 별 목록